# Aeroportul Boende
Aeroportul Boende (IATA: BNB, ICAO: FZGN) este un aeroport din Provincia Équateur, Republica Democratică Congo ce deservește zona Boende. A fost numit după zona deservită.
Situat la o altitudine de 356 m, aeroportul dispune de 1 pistă.

## Infrastructură

### Piste
Aeroportul dispune de o singură pistă. Pista are orientarea 10/28. 